# مرکز تنیس المپیک ریو دو ژانیرو
مرکز تنیس المپیک ریودو ژانیرو (انگلیسی: Olympic Tennis Center) یک ورزشگاه تنیس در ریودو ژانیرو، برزیل است. این مرکز با هزینه ساخت ۱۶۲میلیون رئال به بهره‌برداری رسید.
این ورزشگاه که قرار است در سال ۲۰۱۵ افتتاح شود دارای ۱۰٬۰۰۰ نفر ظرفیت است.